# Adega Quintas de Melgaço
A Adega Quintas de Melgaço é uma sociedade anónima situada em Alvaredo, concelho de Melgaço, distrito de Viana do Castelo, Portugal, especializada na produção de vinhos verdes, nomeadamente da casta Alvarinho.

## Localização
Localiza-se na freguesia de Alvaredo, em Melgaço. Integra a Região Demarcada dos Vinhos Verdes e Sub-Região de Monção e Melgaço.

## História

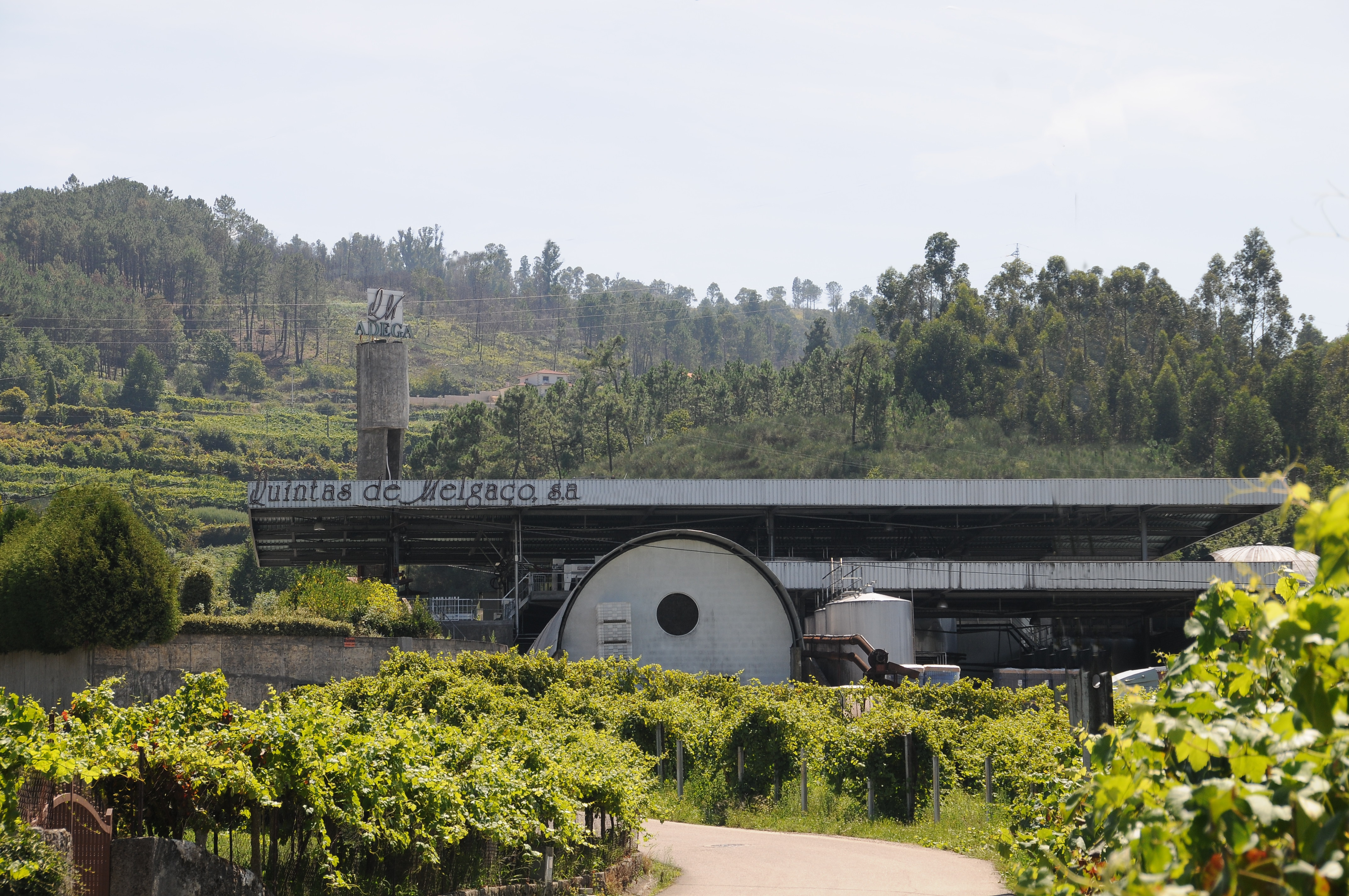
Adega Quintas de Melgaço, Alvaredo, Melgaço

A ideia da sua criação remonta a 1990, quando Amadeu Abílio Lopes, emigrante melgacense que há mais de meio século obteve fortuna no Brasil, procurou uma forma de valorizar os produtos da sua terra natal. Começando a laborar em 1994, então já com mais três ou quatro dezenas de acionistas, dois anos depois Amadeu Abílio Lopes (sem herdeiros) ofereceu as suas ações à Câmara Municipal de Melgaço, que se tornou detentora de mais de 70% do projeto.
Em 2013, a empresa Adegas de Melgaço contava com mais de 500 acionistas, dos quais 430 eram produtores que lá vinificam as suas uvas, na sua esmagadora maioria,  da casta alvarinho (cerca de 90%), mas também de trajadura, vinhão e alvarelhão em quantidades residuais. A área total de vinha é de 100 ha, com a média por proprietário a ser cerca de 2000 m2 e com o maior de todos a possuir sete hectares. Nesse mesmo ano, foram produzidos e vendidos cerca de um milhão de litros, colocando no mercado nacional cerca de 85% do seu produto, procurando apostar também na exportação nos anos seguintes.
Em 2023, empresa vitivinícola é detida em 62,8% pela Câmara de Melgaço e por 530 pequenos produtores da casta alvarinho e registou um crescimento de 80% nas exportações enquanto o mercado nacional aumentou cerca de 10%, somando as vendas totais 4,5 milhões de euros.

## Prémios e Distinções
Em 2020 foi premiado com Ouro, no 26º Grand International Wine Awards Mundus Vini.
Em 2021, os vinhos da Quintas de Melgaço conquistaram seis Medalhas de Ouro na 8.ª edição do Prémio Uva de Ouro. O Alvarinho QM 2020 voltou a ser premiado, bem como QM Vinhas Velhas 2020, Torre de Menagem, Jardim Secreto Alvarinho, Jardim Secreto Rosé e Contemporal Alvarinho. A edição de 2021 do evento teve mais de 500 vinhos, avaliados durante cinco dias, em prova cega, por cerca de 60 jurados, detentores de uma vasta experiência na área, desde sommeliers e enólogos, a produtores e responsáveis de diversas entidades ligadas à vitivinicultura nacional.
O Alvarinho QM foi em 2021, o único Alvarinho a conquistar a Medalha de Duplo Ouro num dos mais importantes concursos de vinhos da Ásia, os SAKURA Japan Women’s Wine Awards, após ter ganhado o Ouro, na mesma competição, em 2020.
Em 2021 conquistou uma Medalha de Ouro, na 8ª edição do Concurso Vinhos de Portugal.
Em 2021, o Alvarinho QM 2020 foi galardoado pela DECO PROTESTE com a distinção de melhor Vinho Verde Branco de 2021, quando comparado aos seus concorrentes diretos, numa amostra de 124 vinhos brancos.
Em 2023, o vinho Torre de Menagem foi premiado no Japão com o Diamond Trophy, distinção máxima da conceituada competição internacional SAKURA Japan Women’s Wine Awards.